# Dans le café de la jeunesse perdue
Dans le café de la jeunesse perdue est un roman de Patrick Modiano paru en 2007.

## Résumé
En exergue, une citation de Guy Debord (elle-même parodiant le début de la Divine Comédie) : « À la moitié du chemin de la vraie vie, nous étions environnés d’une sombre mélancolie, qu’ont exprimée tant de mots railleurs et tristes, dans le café de la jeunesse perdue. »
Le roman est construit par le récit de plusieurs narrateurs (un étudiant de l’école supérieure des mines, un détective privé Pierre Caisley, l'héroïne elle-même, Jacqueline Delanque, alias Louki, et Roland, son amant) ; il brosse lentement le portrait de Louki, alias Jacqueline Delanque, épouse Choureau. Femme fantomatique, ayant disparu du domicile conjugal, le personnage erre dans Paris et laisse derrière elle des souvenirs hétéroclites : un compagnonnage discret des clients d’un café de la Rive gauche, Le Condé, le promoteur sans scrupule Xavier Beraud-B., un mariage insipide avec un patron d’agence immobilière qui la vouvoie, une enfance triste dans le quartier de Pigalle marquée par la fugue et la drogue.

## Éditions
- Dans le café de la jeunesse perdue, éditions Gallimard, 2007  (ISBN 2070786064)
- Éditions Gallimard, coll. « Quarto », 2013  (ISBN 9782070139569)
- (zh) trad. Jin Longge, Maison d'édition de la littérature du peuple, 2010 – Prix Fu Lei de la traduction 2011[1].